# Revista Chilena de Historia Natural
Revista Chilena de Historia Natural, abreviada como Rev. Chil. Hist. Nat., RCHhN o RCHN, es una publicación científica bilingüe de acceso abierto, publicada por la Sociedad de Biología de Chile, especializada en investigaciones inéditas de biología.
La RCHN fue fundada en 1897 por Carlos Porter. Las áreas que abarca la revista son numerosas, pero prioriza trabajos sobre ecología con prueba de hipótesis explícitas.
A través de su versión electrónica, distribuye sus contenidos publicados desde el año 2000 en la red del proyecto SciELO y, a través de su sitio oficial, ofrece los artículos publicados desde 1983. A finales de 2013, la revista entró a formar parte de Springer y su publicación será llevada a cabo por dicha editorial.

## Redactores jefe
La RCHN fue manejada durante 44 años por su fundador Carlos Porter. Posteriormente, distintos científicos chilenos se han encargado de su edición; a continuación un listado de todos los redactores jefe:
- Carlos Porter (1897-1941)
- Francisco Riveros (1942-1951)
- Nibaldo Bahamonde (1952-1955)
- Ernst R. Hajek (1956-1963; 1983-1991)
- Fabián M. Jaksic (1992-1998)
- F. Patricio Ojeda (1999-2002)
- Luis A. Ebensperger (2003-2008)
- Patricio A. Camus (2009-2013)
- Patricio Ojeda (2014-presente)